# Jianyang, Nanping
Jianyang, tidigare romaniserat Kienyang, är ett stadsdistrikt i Nanping i provinsen Fujian i sydöstra Kina. Den ligger omkring 180 kilometer nordväst om provinshuvudstaden Fuzhou. 
Jianyang är indelat i två stadsdelsdistrikt, åtta köpingar och tre socknar.
Stadsdelsdistrikt (jiedao):

- Tancheng (潭城街道)
- Tongyou (童游街道)

Köpingar (zhen):

- Huangkeng (黄坑镇)
- Jiangkou (将口镇)
- Jukou (莒口镇)
- Masha (麻沙镇)
- Shuiji (水吉镇)
- Xiaohu (小湖镇)
- Xushi (徐市镇)
- Zhangdun (漳墩镇)

Socknar (xiang):

- Chongluo (崇雒乡)
- Huilong (回龙乡)
- Shufang (书坊乡)